# Брионе (Бреша)
Брионе (итал. Brione) је насеље у Италији у округу Бреша, региону Ломбардија.
Према процени из 2011. у насељу је живело 546 становника. Насеље се налази на надморској висини од 640 м.

## Становништво
| 1931. | 1936. | 1951. | 1961. | 1971. | 1981. | 1991. | 2001. | 2011. |
| ----- | ----- | ----- | ----- | ----- | ----- | ----- | ----- | ----- |
| 592   | 608   | 629   | 482   | 430   | 412   | 464   | 546   | 685   |